# Campionati nordici di lotta 1993
I campionati nordici di lotta 1993 si sono svolti a Herning, in Danimarca, il 3 aprile 1993.

## Podi

### Lotta greco-romana
| Evento        | Oro                  | Argento              | Bronzo               |
| Fino a 48 kg  | Fariborz Besarati    | Petri Isokoski       | Raimo Punning        |
| Fino a 52 kg  | Tero Katajisto       | Sandor Csergoe       | Bard Fornebo         |
| Fino a 57 kg  | Mikael Lindgren      | Lars Rønningen       | Peter Stjernberg     |
| Fino a 62 kg  | Ari Pekka Haerkaenen | Robert Olsson        | John Ottesen         |
| Fino a 68 kg  | Valeri Nikitin       | Marthin Kornbakk     | Juha Virtanen        |
| Fino a 74 kg  | Peter Puls           | Michael Lyyski       | John Rusvik Johansen |
| Fino a 82 kg  | Martin Lidberg       | Knut Steiner Isaksen | Henning Joergensen   |
| Fino a 90 kg  | Timo Niemi           | Aap Uspenski         | Stig Kleven          |
| Fino a 100 kg | Mikael Ljungberg     | Helger Hallik        | Hassan Torabi        |
| Fino a 130 kg | Tomas Johansson      | Juha Ahokas          | Madis Ounapuu        |